# Karel Verstovšek
Karel Verstovšek (26. července 1871 Velenje – 27. března 1923 Maribor) byl rakouský politik slovinské národnosti, na počátku 20. století poslanec Říšské rady.

## Biografie
Vychodil národní školu v rodném Velenje, pak v letech 1885–1893 gymnázium v Celji a v letech 1893–1897 studoval klasickou filologii na univerzitě ve Štýrském Hradci, kde roku 1903 získal doktorát. Roku 1897 nastoupil jako suplent na gymnázium v Celji, v letech 1898–1911 a 1921–1923 pak učil na klasickém gymnáziu v Mariboru. Zapojil se do veřejného a politického života. Od roku 1909 byl poslancem Štýrského zemského sněmu za okresy Šoštanj, Slovenj Gradec a Radlje. Patřil ke katolickému politickému táboru (Slovinská lidová strana). V roce 1906 se podílel na založení Slovinského zemědělského svazu.
Na počátku 20. století se zapojil i do celostátní politiky. V doplňovacích volbách roku 1910 získal mandát v Říšské radě (celostátní zákonodárný sbor) za obvod Štýrsko 30. Nastoupil 24. listopadu 1910 místo Vinko Ježovnika. Profesně se uvádí jako gymnáziální profesor. Byl členem poslaneckého klubu Slovinský klub. Mandát obhájil za týž obvod v řádných volbách do Říšské rady roku 1911. Byl členem parlamentní frakce Chorvatsko-slovinský klub.
Od počátku první světové války vystupoval za práva Slovinců ve Štýrsku. Účastnil se porad jihoslovanských politiků v Záhřebu. Kritizoval politickou linii Ivana Šusteršiče a požadoval užší spolupráci s českými politickými silami a jednotné vystupování jihoslovanských politických uskupení. V roce 1917 se podílel na přijetí májové deklarace.
V roce 1918 se stal předsedou Národní rady v Mariboru. Od října 1918 do listopadu 1921 působil v zemské vládě v Lublani v čele rezortu školství.